# 聖基茨和尼維斯國家足球隊
聖基茨和尼維斯國家足球代表隊是聖基茨和尼維斯的國家足球代表隊，由聖基茨和尼維斯足球協會管理，現時屬於國際足協及中北美洲及加勒比海足球協會成員國之一。聖基茨和尼維斯至今仍未參加過任何國際大賽的決賽週，在世界盃從未取得過出線資格，在美洲金盃参加过一次（2023年）。

## 美洲金盃成績
- 2023年：小组赛（第16名）

1. ↑  . FIFA. 2024年12月19日  [2024年12月19日].
2. ↑  Elo rankings change compared to one year ago. . eloratings.net. 2025年3月7日  [2025年3月7日].